# Hrvatska smotra (1906. – 1910.)
Hrvatska smotra bila je mjesečnik, kasnije dvomjesečnik „Za politiku, književnost, znanost, umjetnost i kritiku”, koji je izlazio u Zagrebu od 1906. do 1910. Izdavač i urednik lista bio je Zvonimir Vukelić.
Suradnici lista bili su Rudolf Horvat, Velimir Deželić, Isidor Kršnjavi, Antun Gustav Matoš,  Milan Ogrizović, Viktor Car Emin, Fran Galović, Đuro Arnold, Mile Budak i ini.
U početcima je časopis bio politički, pravaškoga usmjerenja, no od 1909. u listu pretežu hrvatska i prevedena književnost (poezija, proza, književna kritika) te jezična pitanja. Tijekom 1910. izlazio je sa šaljivim prilogom i podnaslovom „Zabavno-poučni list”.